# Groznik
Groznik je priimek v Sloveniji, ki ga je po podatkih Statističnega urada Republike Slovenije na dan 1. januarja 2010 uporabljalo 340 oseb.

## Znan nosilci priimka
- Aleš Groznik, ekonomist, univ. prof.
- Alojzij Groznik
- Boštjan Groznik (*1982), hokejist
- Ciril Groznik, partizan, politični komisar
- Darja Groznik, psihologinja in novinarka, TV-urednica in voditeljica
- Ivan Groznik, partizan, politični komisar
- Jurij Groznik, pravnik, generalni državni odvetnik
- Katarina Groznik Zeiler, gozdarska ekologinja, državna funkcionarka
- Pavel Groznik (*1937), zbiralec polžev, turistični delavec (Višnja Gora)
- Peter Groznik, finančni ekonomist, univ. prof.
- Peter Groznik, domoznanec (Velenje)
- Vida Groznik, strokovnjakinja za umetno inteligenco